# Alessandro Volta
Bá tước Alessandro Giuseppe Antonio Anastasio Volta (18 tháng 2 năm 1745 - 5 tháng 5 năm 1827) là một nhà vật lý, hóa học, người tiên phong về điện và năng lượng người Ý. Ông được coi là người phát minh ra pin điện và là người phát hiện ra khí methan (CH4). Tên của ông được đặt cho đơn vị điện thế volt (ký hiệu V, thường đọc là vôn).

## Cuộc đời
Alexandro Volta (Alessandro Volta) sinh ngày 18-2-1745 tại Como (nước Ý), từ nhỏ đã say mê khoa học tự nhiên, năm 29 tuổi ông đã trở thành giảng viên vật lý cho một trường trung học ở quê hương ông cho đến năm 1779. Năm 1779, ông đã trở thành giáo sư giảng dạy môn triết học của trường đại học Pavia. Cho đến năm 1795 ông trở thành Hiệu trưởng của trường đại học này. Vào năm 1819, ông nghỉ hưu. Alessandro Volta qua đời vào ngày 5 tháng 3 năm 1827 cũng tại quê nhà ông - Como.

## Sự nghiệp
Từ sau những năm 1765, ông bắt đầu quan tâm đến hiện tượng tĩnh điện và nghiên cứu về nó và cho đến năm 1769 cuốn sách về tĩnh điện của ông đã được ra mắt: "Về sự hấp dẫn của điện" giải thích về một số hiện tượng tĩnh điện. Năm 1776, ông là người đầu tiên phát hiện ra khí mêtan (có công thức là CH4 và xác định được hệ số dãn nở của không khí). Năm 1792, ông nghiên cứu về các hiện tượng điện sinh lý và bắt đầu xem xét kĩ lưỡng lại các thí nghiệm của Galvani. Năm 1800 là thời kì quan trọng nhất cho sự ra đời của cục pin đầu tiên, Volta đã chế tạo ra Pin Volta (đó là một tấm kẽm và một tấm đồng nhúng trong axit sunfuric, nó có thể sản sinh ra dòng điện liên tục và ổn định) ngoài ra còn có: Điện nghiệm, điện kế, pin chồng Vônta. Năm 1803, ông được bầu làm hội viên hội Hoàng Gia Anh, và cái tên Volta được biết đến bởi các đơn vị điện thế, điện áp.